# Ba Càng
Ba Càng là một địa danh xưa, dùng để chỉ một khu vực dân cư, thuộc địa bàn xã Song Phú, huyện Tam Bình, tỉnh Vĩnh Long, nằm dọc theo Quốc lộ 1 từ Vĩnh Long đến Cần Thơ. Nguyên gốc danh xưng không rõ ràng, nhưng vẫn được sử dụng cho đến ngày nay như:
- Cầu Ba Càng
- Rạch Ba Càng, một tuyến vận tải đường sông quan trọng của miền Tây Nam Bộ.
- Nhà thờ Ba Càng

Ngày nay Ba Càng vẫn còn là một tên gọi phổ biến của người dân Vĩnh Long. Tại đây đã hình thành một khu đô thị mới Song Phú nhộn nhịp với khu phố đêm, và vô số những món ăn hè phố dọc theo quôc lộ 1A vô cùng đặc sắc.
Về việc lý giải tên gọi Ba Càng thì nhiều giả thuyết cho rằng nó bắt nguồn vào thời kháng chiến chống Pháp, với quả bom ba càng những người chiến sẽ của ta đã dùng nó để chiến đấu, chính vì địa thế khu vực này trước đây có những khu căn cứ cách mạng quan trọng ( như: Cái Ngang, Ngãi Tứ...) nên những quả bom cũng vì thế mà được vận chuyển và sử dụng. Dần theo năm tháng tên gọi ba càng cũng bắt nguồn từ đấy. 
```
Ba càng là loại bom (cấu tạo theo nguyên lý đạn bom như đạn Bazoka, B40, B41 sau này) có dạng hình phễu, miệng phễu đường kính 22 cm, có vành gang gắn ba càng sắt, mỗi càng dài 12 cm; đáy phễu là bộ phận gây nổ, gồm hạt nổ, kim hỏa và chốt hãm an toàn; bom được lắp vào một cây gậy gỗ dài 1,2 m.
```